# 嘘つきは爆乳の始まり
『嘘つきは爆乳の始まり』は、クドゥーによる日本の学園ギャグ漫画。コミックスマートが運営するウェブコミック配信サイト『GANMA!』にて、2016年4月28日から2020年2月25日隔週木曜日更新で連載されていた。単行本はTOブックスより刊行されている。2020年2月現在、既刊1巻。

## あらすじ
高校受験を控えた貧乳女子中学生・鶴間二亜は、海外留学をした彼氏・ユウ君と3か月ぶりに電話で会話するが、成行きでユウ君にGカップになったとウソをついてしまい、偽の証拠写真まで送ってしまう。引っ込みがつかなくなり、悩むニ亜は偶然出会った「育乳機関」・聖双ヶ丘学園理事長の八王子四華の勧めと権限により、嘘を誠にすべく聖双ヶ丘学園に入学した。

## 登場人物

### 主要人物
鶴間二亜（つるま にあ）
本作の主人公。聖双ヶ丘学園1年富士組。
虚無の臨界点に達するストイックな胸（貧乳）の持ち主。海外留学中の彼氏がおり、高校入学前に彼氏にGカップに成長したと嘘をついたことが本作の始まりである。
作中ツッコミ役に回ることが多い。
3年生となった最終回では卒業生代表として答辞を読んでいた。
藤沢六花（ふじさわ りっか）
二亜のクラスメイト。
露出狂かつM気質の持ち主である。日常的にノーパンである。
七歌・クリスティーヌ・桜ヶ丘（ななか・くりすてぃーぬ・さくらがおか）
ニ亜のクラスメイト。乳試第一位で聖双ヶ丘学園に合格した。
レズ気質の持ち主でニ亜に好意をもつ一方で男性には辛辣。また、太りやすい体質でもある。
善行八霧（ぜんぎょう やつむ）
ニ亜のクラスメイトで六花の幼馴染。
ネコのごとく高いところに居るのが趣味で身体能力は高い部類である。毒舌。中学時代に六花の特殊性癖を助長してまう。
八王子四華（はちおうじよつか）
聖双ヶ丘学園理事長で同校OG。

### 1年富士組
栢山十々雨（かしわやま　ととあ）
1年富士組。九々雨の双子の妹。
栢山九々雨（かしわやま　ここあ）
1年富士組。十々雨の双子の姉。

### 学園内の人物
登戸秋（のぼりと あき）
二亜たちの乳試（入試）受験を担当した試験監督。褐色肌の巨乳。

### 学園外の人物
ユウ
二亜の彼氏。物語開始時点の三ヶ月前に海外に引越しをした。唐突な一面がある。妹がいる。
ユウの妹
ニ亜の彼氏の妹でブラコン。三菜の同級生でもある。
鶴間三菜（つるま みな）
二亜の妹。牛乳をパックで飲むほど好んでいる。姉と対照的に母親と同じ巨乳ではあるが、一方で髪の色は金髪の母と姉とは違う黒髪をしている。姉の貧乳をなじることがある。
鶴間一葉（つるま かずは）
二亜と三菜の母。旧姓は大船。かなりの巨乳で、自身もかなりの自負があることから「今の社会では貧乳は負け組」と豪語している。聖双ヶ丘学園のOGで八王子の後輩。

## 用語
聖双ヶ丘学園（せいふたつがおかがくえん）
本作の主要舞台。究極の美を追求する「育乳機関」かつ女子校。制服はブレザー系。生徒は圧倒的に巨乳が多いが貧乳でも入学、転入は可能である。乳試（入試）受験は乳に連結する問題が多いが、面接試験は普通。

## 書誌情報
- クドゥー『嘘つきは爆乳の始まり』TOブックス、2017年12月1日。ISBN 978-4864726405。